# Craterocyphus ikuthanus
Craterocyphus ikuthanus är en skalbaggsart som beskrevs av Vladimir Balthasar 1935. Craterocyphus ikuthanus ingår i släktet Craterocyphus och familjen Aphodiidae. Inga underarter finns listade i Catalogue of Life.